# Rumplestitchkin
 (février 2014).
Si vous disposez d'ouvrages ou d'articles de référence ou si vous connaissez des sites web de qualité traitant du thème abordé ici, merci de compléter l'article en donnant les références utiles à sa vérifiabilité et en les liant à la section « Notes et références ».
Rumplestitchkin est un groupe belge de rock originaire de Bruxelles. Il est parvenu en finale du Rock Rally 1998.

## Membres
- Thomas Devos, chant & guitare
- Olivier Onclin, batterie
- Wim van Driessche, guitare basse
- Koen Maesmans, guitare & claviers

## Discographie

### Albums
- 2000 - Rumplestitchkin
- 2003 - Small Time Hero
- 2005 - Somersault

### Singles
- 2003 - Oh Lord
- 2003 - Voodoo Smile
- 2004 - Honey's Dull
- 2007 - Consider it done